# Ihanktonwan
Ihanktonwan (Ihaŋktoŋwaŋ, Ihañktonwan= 'Yankton' ), jedna od bandi Brulé Indijanaca, tako su prozvani jer su podrijetlom od yanktonskih žena. Tatankawakan, pripadnik plemena Brulé navodi ovo ime 1880. američkom etnologu i jezikoslovcu J. O. Dorseyu kao jednu od 13 njihovih bandi.